# Kullbergska sjukhuset

Kullbergska sjukhuset är ett sjukhus i Katrineholm tillhörigt Region Sörmland.

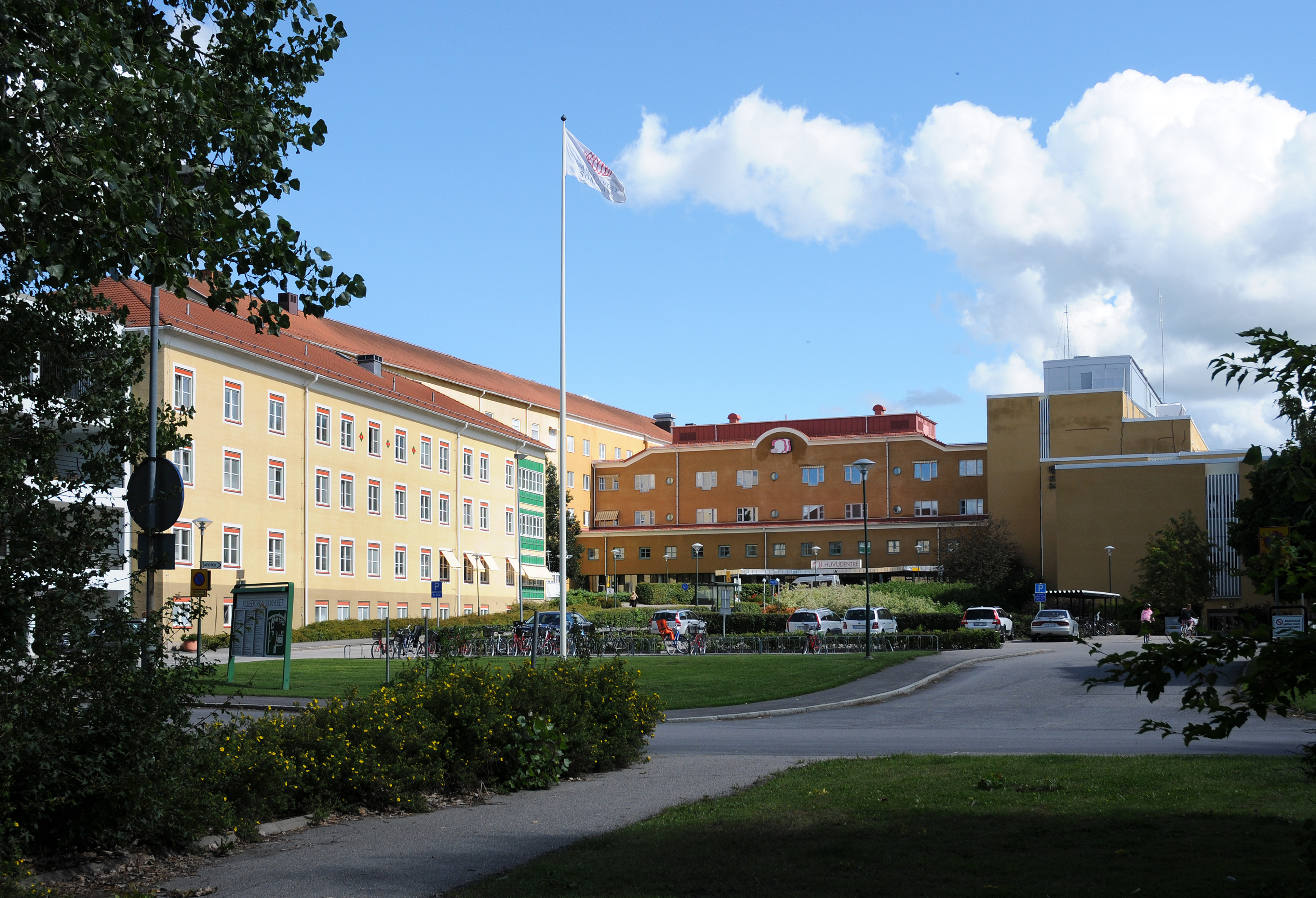
Kullbergska sjukhuset

Kullbergska sjukhuset tillkom genom donation 1914 av grosshandlaren August Kullbergs arvingar  ("Aug. och Josephine Kullbergs minne") och togs i bruk 1 juni 1916. Det drevs ursprungligen av Katrineholms municipalsamhälle (fr.o.m. 1917 stad), men överläts från ingången av 1922 på landstinget.